# Königreich Kaffa
Das Königreich Kaffa bestand etwa vom Ende des 14. Jahrhunderts bis zur Eroberung durch den äthiopischen Kaiser Menelik II. 1897 und lag im Gebiet der heutigen äthiopischen Region Kaffa im Südwesten des Abessinischen Hochlandes. Bewohnt wurde das Königreich vom Volk der Kaffa oder Kefitsho. Hauptstadt war das südlich des Gojeb gelegene Bonga, später auch Anderaccha. Das Königreich Kaffa wird als Ursprungsort des Arabica-Kaffees betrachtet. Die Bezeichnung des Kaffees in zahlreichen Sprachen (z. B. deutsch Kaffee, französisch café, englisch coffee) wird auf arabisch qahwa zurückgeführt, soll aber der Legende nach auf den Namen des Königreichs zurückgehen.

## Geschichte

### Gründung
Das Reich soll durch den ersten legendären König Minjo gegründet worden sein. Minjo soll der Legende nach nicht von einer Frau, sondern von einem Stein geboren worden sein. In der mündlichen Überlieferung ist der Name von achtzehn Nachfolgern in der fünfhundertjährigen Geschichte des Reiches erhalten. Die Überlieferung beschränkte sich allerdings auf besondere Verdienste und Heldentaten einzelner Herrscher. Waren derartige Umstände nicht gegeben, dann wurde der entsprechende Herrscher nicht in die Überlieferung aufgenommen. Andere Quellen liegen nicht vor, so dass die anderen Herrscher im Dunkel der Geschichte verschwunden sind.

### Kaffa ab dem 16. Jahrhundert
Die größte Ausdehnung erreichte Kaffa vor den Streifzügen der Oromo (früher auch Galla genannt). Das Reich inklusive seiner Vasallenstaaten könnte zu dieser Zeit vom Sudantiefland bis an den Ostafrikanischen Graben gereicht haben und sich von der nördlichen Erosionsfurche des Omo bis im Süden an den Omo erstreckt haben, womit sowohl das Gebiet des Königreichs Jimma als auch das des Königreichs Limmu innerhalb des Reichs gelegen hätten.
Im 16. Jahrhundert begannen die Oromo sich im Hochland von Abessinien anzusiedeln und Staaten zu gründen und nicht mehr nur gelegentliche Streifzüge zu unternehmen. Kaffa wehrte sich in zahlreichen Kämpfen gegen die Oromo, musste aber hinnehmen, dass es auf das Gebiet südlich des Flusses Goreb zurückgedrängt wurde. Nach dem Ende der Kämpfe intensivierte das Königreich seine Kontakte zum äthiopischen Kaiser Sarsa Dengel (1564–1597), und das Christentum wurde eingeführt. Unter der Herrschaft des Bonga-Königs (vermutlich 1565–1605) soll das Reich in Provinzen geteilt worden sein. Er soll Bonga vom Matto-Clan übernommen und den Ort zur Hauptstadt gemacht haben. Ferner soll er Kriegszüge nach Norden hin unternommen haben.

### Entdeckungsgeschichte Kaffas aus europäischer Sicht

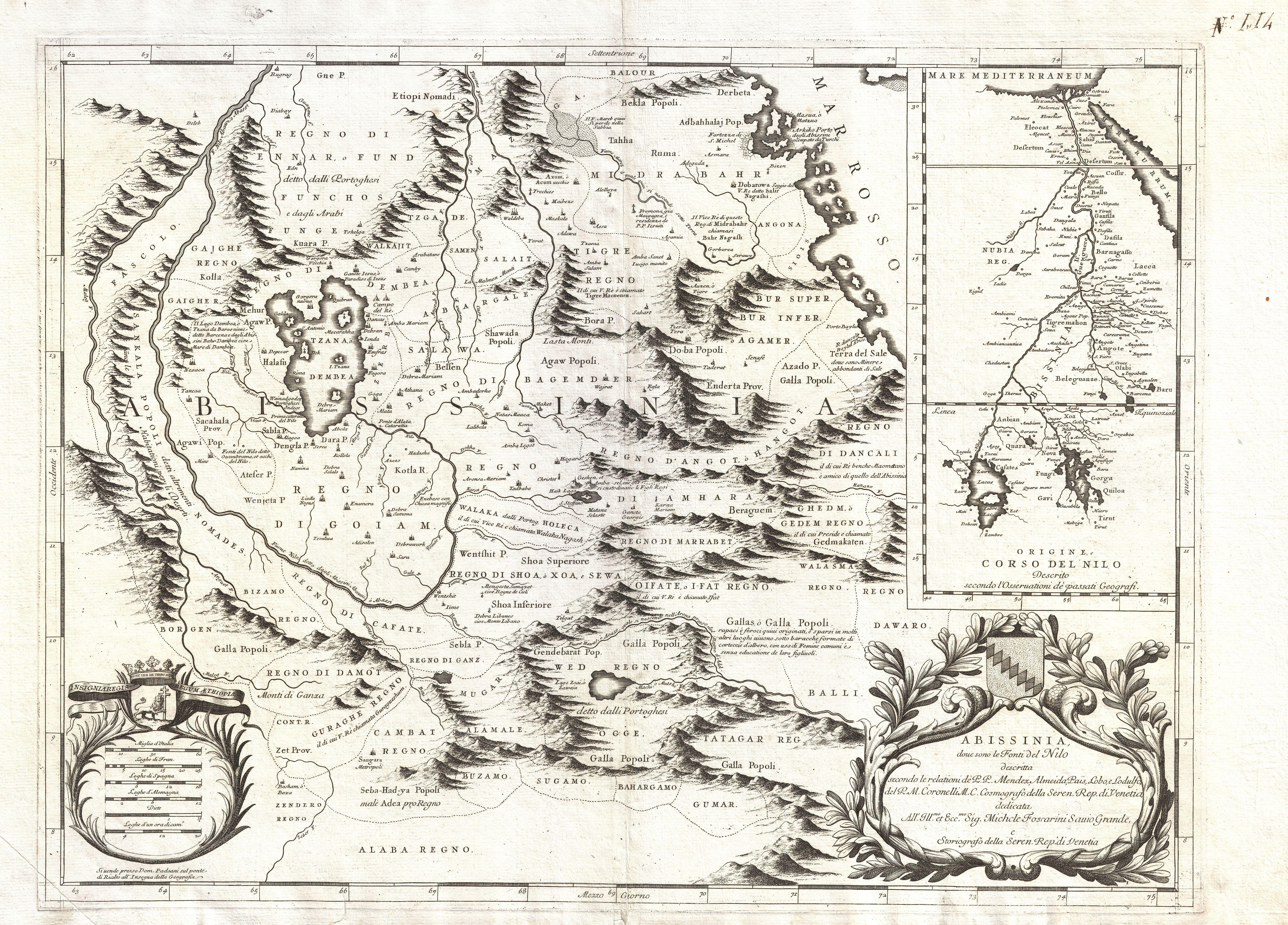
Karte Abessiniens (ca. 1690). Das Königreich ist als „Regno di Cafate“ verzeichnet.

Kaffa wurde wegen seiner Abgeschiedenheit und Verschlossenheit aus europäischer Sicht mit einem „Tibet Afrikas“ verglichen. Das Königreich war zwar dem Namen nach auch Europäern bekannt, die Berichte, die Europa erreichten, waren aber eher dürftig. Die erste Erwähnung des Reiches als Cafa geht auf Manuel de Almeida im Jahr 1632 zurück. Erst mit den Forschungen der Europäer nach den Quellen des Nils im 19. Jahrhundert sollte sich dies ändern. Zunächst gelang es dem Missionar Johann Ludwig Krapf 1840 Berichte von Mittelsmännern über Kaffa zu erhalten, als er auf seinen Reisen zwar nicht Kaffa selbst erreichte, aber Gebiete nördlich von Djimma bereiste. Auch der Brite Charles T. Beke konnte bei seinen Reisen und seiner Suche nach den Quellen des Nils 1843 bis 1847 durch Mittelsmänner genauere Berichte über Kaffa erhalten.
1843 erreichte mit dem Franzosen Antoine d’Abbadie erstmals ein Europäer das Königreich. Er begleitete einen Fürsten, der sich nach Kaffa begeben hatte, um seine zwölfte Frau zu heiraten. D’Abbadie verbrachte elf Tage in Kaffa und beschrieb diesen Aufenthalt in seinem erst 1890 erschienenen Werk Geographie de l’Ethiopie. Ab 1855 begannen die Kapuziner mit Guglielmo Massaia ihre Missionsarbeit in Kaffa. Massaia erbaute dort zwei Kirchen, Schappa-Mariam und Schappa-Gabriel. Die Missionare mussten allerdings bereits im August 1859 Kaffa wieder verlassen. Aufzeichnungen Massaias gingen dabei verloren, seine zwischen 1885 und 1895 verfassten zwölfbändigen unter dem Titel I miei trentacinque anni di missione nell' alta Etiopia veröffentlichten Berichte beruhen in Bezug auf Kaffa daher vor allem auf Erinnerungen. Von einer 1876 gestarteten größeren italienischen Expedition erreichte nur Antonio Cecchi, nach einer sehr abenteuerlichen Reise, Kaffa. Er veröffentlichte über seinen fünfjährigen Aufenthalt in Ostafrika 1885 ein Buch, das sich auch mit Kaffa befasste. Der französische Abenteurer Paul Soleillet konnte Ende 1883 zwar Kaffa erreichen, musste das Königreich aber nur elf Tage später wieder verlassen.
Erst mit der Eroberung Kaffas 1897 kam wieder ein Europäer nach Kaffa, da der Russe Alexander Bulatowitsch das äthiopische Heer begleitete. 1905 erreichte der Österreicher Friedrich Julius Bieber mit einer Expedition des Barons Alphons von Mylius Kaffa. Er bereiste Äthiopien 1909 nochmals. Bieber publizierte seine Untersuchungen über Kaffa 1920–1923. Sein Werk gilt als eines der ganz wesentlichen Bücher über Kaffa. Biebers Veröffentlichungen machten, mit Ausnahme Cecchis Buch, alle vorherigen Veröffentlichungen zu Kaffa obsolet.
Von 1925 bis 1929 fand die „Deutsche Äthiopien-Expedition“ unter Leitung von Max Grühl statt, die auch das ehemalige Königreich bereiste. 1928 bereiste auch Enrico Cerulli Westäthiopien und damit auch Kaffa und zeichnete auf, was er noch über das ehemalige Reich ermitteln konnte. Seine Ergebnisse veröffentlichte er 1932.

### Ende des Königreiches

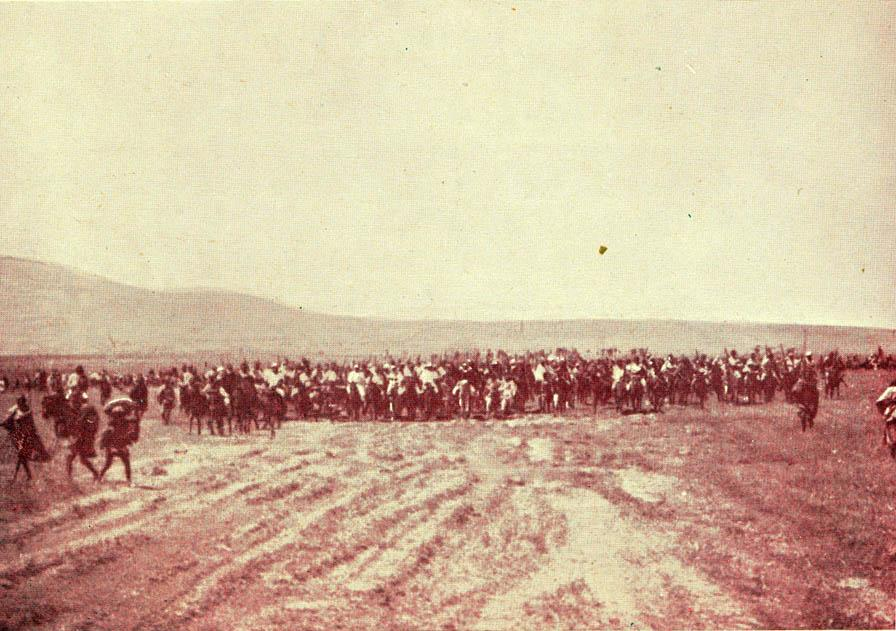
Äthiopische Truppen des Ras Wolda Giyorgis auf dem Rückmarsch nach der Unterwerfung Kaffas (Foto von Alexander Bulatowitsch)

Die äthiopischen Expansionsbestrebungen, die zum Ende des Königreichs Kaffa führen sollten, begannen unter der Herrschaft des vorletzten Königs von Kaffa Gali Sherochi (1868 bis 1890). Herrscher („Ras“) von Schoa war der spätere Kaiser Äthiopiens Menelik II. Meneliks Politik war schon vor seiner Krönung zum Negus Negesti („König der Könige“) 1889 von der Expansion seines Herrschaftsbereichs Schoa bestimmt. Bei der Ausdehnung in Richtung des Weißen Nils und damit auf Kaffa mögen französische Ambitionen eine Rolle gespielt haben, durch französische Besitzungen im Sudan und ein befreundetes Groß-Äthiopien den britischen Ambitionen einer Verbindung des englischen Kolonialbesitzes „vom Kap bis Kairo“ entgegenzutreten. 1881 kam es zu einem ersten Vorstoß von Schoa gegen Kaffa. Auf Geheiß des Herrschers von Schoa griff der Feldherr Ras Gobanna erstmals das Königreich an, es kam zu einer Zusage von Tributzahlungen, denen allerdings nicht nachgekommen wurde. Menelik legte sich nun den Titel eines „Negus von Kaffa“ zu. Ras Gobanna musste sich auf Befehl Meneliks allerdings zurückziehen, um mit seinen Truppen nun gegen einen anderen äthiopischen Herrscher, den Takla Haiamont, zu kämpfen. Der Kaiser von Äthiopien Yohannes IV. entzog Menelik den Titel des Negus von Kaffa allerdings wieder, um dessen Machtzuwachs einzudämmen, und verlieh ihn dem Takla Haiamont, der sich 1882 allerdings Meneliks Truppen nach der Schlacht von Imbabo geschlagen geben musste und den Titel wieder an Menelik zurück übertrug.
1890 und 1892 kam es zu Eroberungsversuchen durch Äthiopien, die allerdings in beiden Fällen zurückgewiesen wurden.
Mit der Schlacht von Adua hatte Menelik II. am 1. März 1896 die Kolonialbestrebungen Italiens beendet. War die äthiopische Armee bereits vor der Schlacht schon hinreichend mit modernen Waffen ausgerüstet, um selbst europäischen Streitkräften entgegenzutreten, so konnte sie nach der Schlacht sich noch zusätzlich mit dem erbeuteten Kriegsmaterial verstärken. Demgegenüber verfügte Kaffa vor allem über traditionelle Waffen, wie Speere und an moderneren Waffen möglicherweise noch über nur 300 Gewehre. Mehr modernes Kriegsgerät soll nicht vorhanden gewesen sein, da der letzte König von Kaffa die Einfuhr verboten haben soll. Das Verbot sollte Revolten gegen seine Herrschaft verhindern.
Kurz nach der Schlacht von Adua ordnete Menelik II. in Addis Abeba einen erneuten Angriff auf Kaffa an. Am 11. September 1897 musste sich Gaki Sherocho als letzter König von Kaffa nach monatelangen Kämpfen den vereinigten Streitkräften Äthiopiens ergeben. Mit dem Ende des Königreiches kam es zu einer erheblichen Entvölkerung des Gebietes. Es wird geschätzt, dass etwa 60 Prozent der Bevölkerung während der Kämpfe umkamen oder verschleppt wurden. Das Land wurde nun als Eigentum des Negus Negesti angesehen. Unter Menelik II. erfolgten daher großzügige Verteilungen an Soldaten, die an der Invasion beteiligt waren.
Bei einer Neuorganisation der äthiopischen Provinzen 1942 wurde das ehemalige Königreich Kaffa mit anderen Gebieten zur Provinz Kaffa zusammengefasst.

## Politische Gliederung

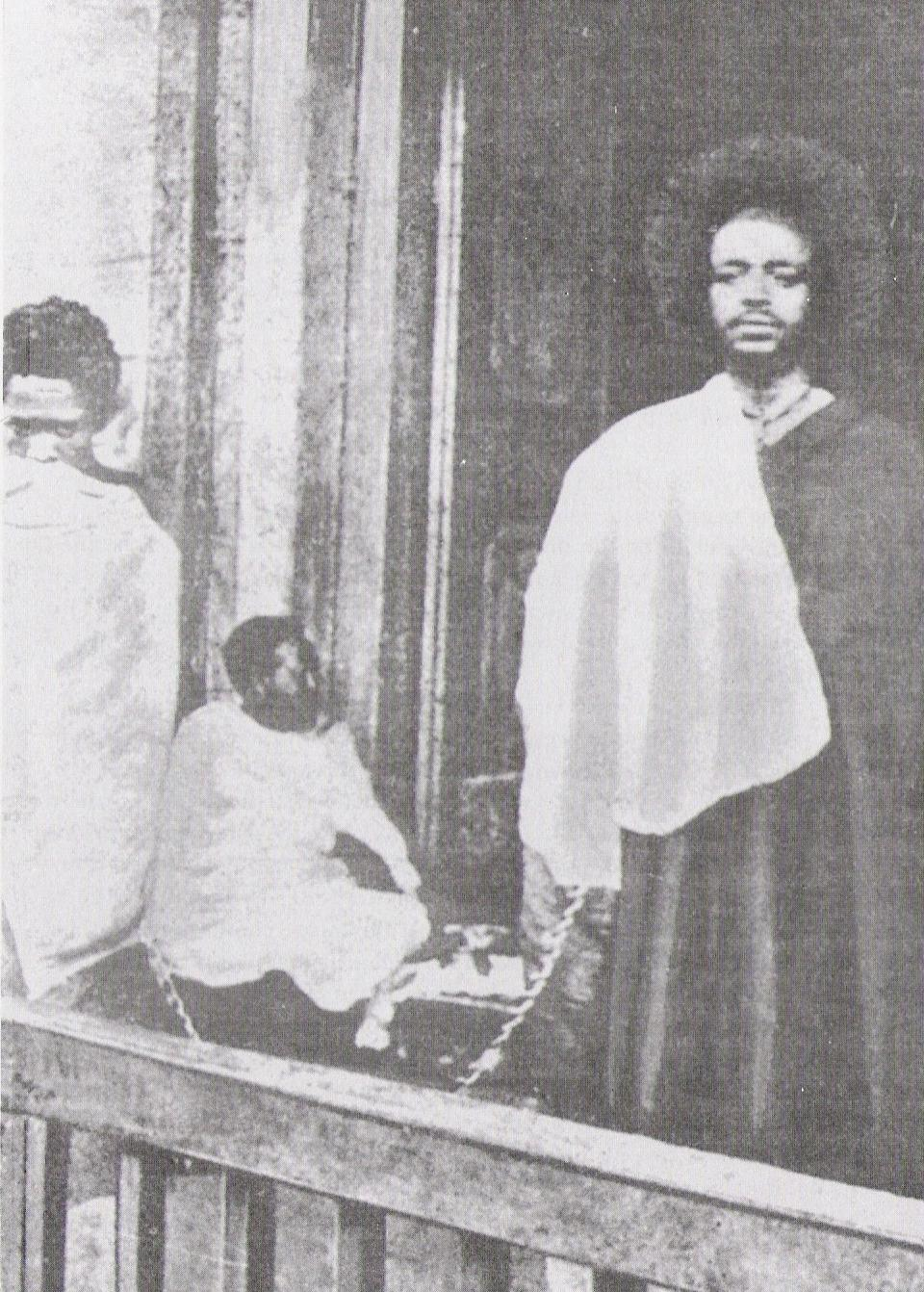
Gaki Sherocho, der letzte König von Kaffa, nach der Gefangennahme durch die Äthiopier 1897

An der Spitze des Staates stand der König, der politische und spirituelle Bedeutung hatte. Ursprünglich führte der König den Titel Tato, was „König“ bedeutet. Mit der Ausdehnung der Macht auch über angrenzende Königreiche führte er den Titel Aadiyo oder Attio, was „König der Könige“ bedeutet. Der vollständige Titel des Königs Kafino tato bedeutete „Kaffa-König“ und nicht „König von Kaffa“. Der Überlieferung nach soll der Name des Königreiches sich von dieser Anrede ableiten.
Aufgrund von eingeholten Informationen einheimischer Mittelsmänner beschrieb der Reisende Charles Tilstone Beke 1843 den König von Kaffa als mächtiger und reicher als alle Herrscher der Oromo und des gesamten Abessiniens. Die Herrschaft sei despotisch. Aus heutiger Sicht bestehen allerdings Zweifel an einem ausgeprägten Despotismus.
Dem König beigeordnet war ein Rat, der sogenannte Mikerecho. Die Mitglieder des Rates hatten sowohl Ressort-ähnliche Zuständigkeiten und konnten auch als Kollegialorgan handeln. Von diesen sieben Beratern konnte der König lediglich den Kateme-rasho, den Kriegsminister, frei benennen und absetzen. Die übrigen Mitglieder des Mikerecho wurden von den anderen Mikerecho ernannt. Der Rat wählte jeweils den neuen König, der Vorgänger konnte seinen Nachfolger nur vorschlagen, die Wahl konnte aber auf jedes andere Mitglied des herrschenden Minjo-Clanes fallen.
Das Reich wurde zur Zeit des so genannten Bonga-Königs (Mitte oder Ende des 16. Jahrhunderts) zunächst in zwölf Provinzen (Showo oder Shawo) geteilt. Nach einer Provinzreform im 19. Jahrhundert waren es aber schließlich achtzehn Provinzen. Diese waren wieder in Distrikte (Rash Show, die Bezeichnung variierte aber wohl) unterteilt. Es gab zum Ende des Königreiches 134 derartige Distrikte. Die Distriktsoberhäupter trugen als Zeichen ihrer Würde silberne Halsketten, rote Stofftuniken, ein Leopardenfell sowie einen Stab. Sie hatten Steuern einzutreiben und auch justizielle Aufgaben. Das Amt der Distriktsoberhäupter blieb jeweils in den Händen des gleichen Clans, wobei die Macht des Distriktchefs stark von der Unterstützung seines Clans abhing.
Die unterste Verwaltungsebene war schließlich das Dorf oder die Gemeinde.

## Soziale Gliederung
Die Gesellschaft in Kaffa gliederte sich zunächst in Clans. Diese waren ihrerseits in ein Klassensystem eingebunden. Danach gab es folgende Klassen:
- Oge Ashi Yaroo, die Clans der großen Leute. Dies waren die Clans, die Land und Sklaven besaßen.
- Dea Ashi Yaroo, die Clans der sogenannten guten Leute.
- Sharare Ashi Yaroo, die einfachen Clans oder auch „dünnen Leute“.
- Gonde Ashi Yaroo, die Clans der „schlechten Leute“. Diese Gruppe umfasste einerseits die Sklaven, aber auch die als „Jäger“ angesehene ethnische Gruppe der Manjo.[42]

## Lage und Klima
Die nördliche Grenze des Königreiches bildete im 19. Jahrhundert der von Westen nach Osten fließende Gojeb, ein Zufluss des Omo. Nördlich des Gojeb lagen die Reiche der Oromo. So grenzte nördlich das Königreich Gera und westlich davon das Königreich Jimma an Kaffa. Im Nordwesten lag das Königreich Garo. Im Osten lagen noch innerhalb des Bogens des Omo die Gebiete der Konta und der Kullo, im Südosten schloss sich das Gebiet der Chara an. Im Süden reichte Kaffa bis zum Omo.
Max Grühl beschrieb die Landschaft Kaffas wie folgt:

„Als die Hand des Schöpfers aller Dinge den großen zentralafrikanischen Urwald schuf, nahm sie einen Fetzen von ihm und warf ihn in die Bergwelt am Nordende des Rudolfsees; so wurde Kaffa ein Waldland voll düsterer Schönheit.“

Das Gebiet des Königreichs erreicht Höhen von 3.000 Metern über dem Meeresspiegel. Trotz seiner relativ nahen Lage zum Äquator (6,15 Grad nördlich des Äquators) weist es wegen der Höhe ein eher mildes Klima auf. Die Jahresmitteltemperaturen betragen 12–26 °C. Geprägt ist das Klima durch eine Trocken- und eine Regenzeit. Die Regenzeit dauert von Mai bis September, in der Hochzeit der Regenzeit von Mitte Juni bis Ende August kommt es zu schweren Regenfällen, insgesamt regnet es während der Regenzeit täglich. Es kommt hier auch während der Trockenzeit zu vereinzelten Regenfällen. In Bonga beträgt die durchschnittliche Niederschlagsmenge 1800 mm im Jahr.

## Wirtschaftliche Grundlagen
Kaffa lag an mehreren Handelsrouten und war daher ein wichtiger Handelsplatz. Es hatte direkte Handelskontakte nach Kullo, Konta und Walamo. Die Handelsrouten reichten bis zur somalischen Küste, zum Roten Meer und in den Sudan, nach Zeila, Massaua oder Metemma. Der wichtigste Markt fand auf einer kleinen Ebene bei Tiffa, südlich von Bonga, statt. Dieser Markt wurde an vier Tagen der Woche betrieben.

### Landwirtschaft
Das gesamte Land in Kaffa war zunächst Eigentum des Königs, die Bewohner Kaffas pachteten es von ihm, und er konnte es jederzeit auch wieder entziehen. In der Regel wurde aber der Besitz des Landes vom Vater auf den ältesten Sohn vererbt.
Die Landwirtschaft im Königreich Kaffa in den 1880ern wurde durch Cecchi als eine Subsistenzwirtschaft beschrieben, bei der nur soviel geerntet wurde, wie selbst verbraucht oder unmittelbar eingetauscht werden konnte. Neben Nahrungsmitteln wurde Flachs, Baumwolle und Tabak angebaut. An Getreide wurde Gerste, Fingerhirse, Mais, Hirse, Teff und Weizen angebaut. Ansonsten wurden als Speisepflanzen Bohnen, Erbsen, Linsen, Colocasia, Schwarzkümmel, Kohl, Kardamom, Knoblauch, Ramtillkraut, Zwiebeln, Kartoffeln und Tomaten angebaut.
Die Viehzucht und Tierhaltung im Königreich Kaffa umfasste Rinder, Schafe, Ziegen, Pferde, Esel Maultiere, Hunde, Geflügel und Zibet-Katzen, nicht aber Schweine.
Es bestanden zahlreiche Tabus bezüglich des Essens. So aßen zum Beispiel Männer keinen Kohl, Frauen aber kein Geflügel und Priestern war der Genuss von Rindfleisch untersagt.
Der Tabak wurde in Wasserpfeifen genossen und durch muslimische Händler war der Konsum von Khat nach Kaffa gekommen.

### Kaffee

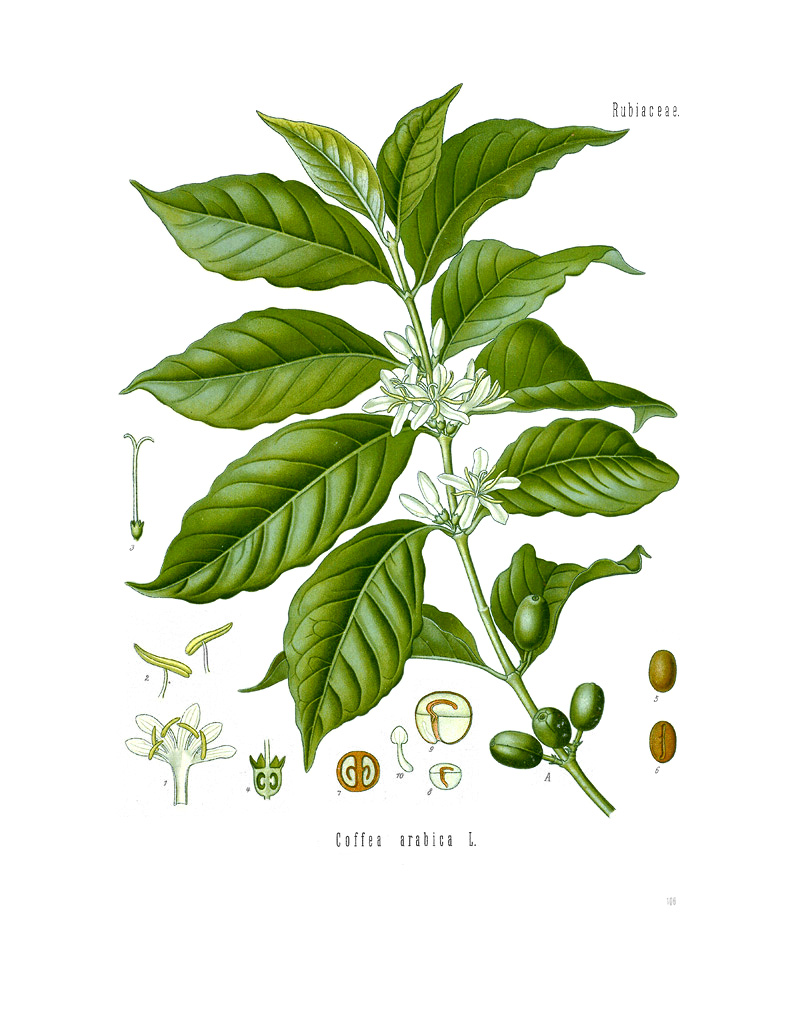
Darstellung eines Zweiges der Pflanze des Arabica-Kaffees aus Köhler's Medizinal-Pflanzen in naturgetreuen Abbildungen mit kurz erläuterndem Texte (1887)

Kaffa wird als Ursprungsort des Kaffees betrachtet. Aufgrund des reichen Genpools der im Südwesten Äthiopiens vorkommenden wilden Kaffeebäume kann das südwestliche Hochland von Abessinien als gesicherte Ursprungsregion des Arabica-Kaffees gelten, der wissenschaftliche Nachweis, dass Kaffa der Ursprung sei, ist aber in Ermangelung genauerer Untersuchungen noch nicht erbracht. Der Überlieferung nach soll der Kaffee durch einen Hirten in Kaffa entdeckt worden sein, dem aufgefallen sein soll, dass eine Ziege nach dem Genuss von Früchten der Kaffee-Pflanze anfing zu tanzen. Neben dem Sammeln des Kaffees in Wäldern wurde der Kaffee in der Gartenbauweise produziert. So soll es in Kaffa kaum Häuser gegeben haben, die nicht von Kaffeesträuchern umgeben waren. Das Königreich Kaffa exportierte Kaffee und galt vor der Invasion 1897 als wichtigster Kaffeeproduzent Afrikas. Der Export wurde auf 350 Tonnen geschätzt.

### Zibet
Wirtschaftliche Grundlage des Königreiches war außerdem der Export von Zibet, einem Analsekret der männlichen Zibetkatze, welches Grundlage für die Herstellung von Parfüms ist. Nach Angaben von Antonio Cecchi sollen jährlich 200 Zibetkatzen gefangen und in Käfige gesperrt worden sein, um das Zibet zu gewinnen. Das gewonnene Sekret wurde in Rinderhörner gefüllt. Das beste Zibet war dicklich und von rötlicher Farbe, die schlechteste Qualität flüssig und weißlich. Teilweise wurde das Zibet auch mit Honig, Butter oder Maismehl gepanscht.

### Sklavenhandel
Von Bedeutung war auch der Sklavenhandel. Noch gegen Ende des 19. Jahrhunderts wurden jährlich etwa 7000 Sklaven in Kaffa verkauft. Der Sklavenhandel folgte von Kaffa hauptsächlich drei Routen: zum einen über das Hochland von Abessinien nach Massaua am Roten Meer, dann als zweite Route über Jimma zur somalischen Küste bei Zeila und zum dritten nach Metemma.

### Elfenbein
Ein weiteres Handelsgut Kaffas war das Elfenbein. Laut Cecchi sollen jährlich etwa 8 Tonnen auf den Märkten Kaffas verkauft und ausgeführt worden sein. Die Stoßzähne der Elefanten sollen in Ermangelung hinreichend großer Waagen nach geschätztem Gewicht verkauft worden sein. Bezugsquelle für das Elfenbein war zum einen die Jagd in Kaffa, aber auch die Bezahlung von der Küste eingeführter Waren durch Stämme im Süden mit Elfenbein.

### Weitere Exportgüter
In den Wäldern wurde weiterhin Naturkautschuk gesammelt und dann exportiert. Auch das Gewürz Kardamom wurde ausgeführt.

## Herrscher

### Könige
- Mindscho, ca. 1390–ca. 1425
- Girra, ca. 1425–ca. 1460
- Addio (auch bekannt als Addiotscho), ca. 1460–ca. 1495
- unbekannt, ca. 1495–ca. 1530
- Wodi Gafo, ca. 1530–ca. 1565
- Name unbekannt, ca. 1565–ca. 1605
- Giba Netschotscho, ca. 1605–ca. 1640
- Galli Gafotscho, ca. 1640–ca. 1675

### Kaiser
- Galli Ginotscho, ca. 1675–ca. 1710
- Gaki Gaotscho, ca. 1710–1742
- Galli Gaotscho („Gallo“), 1742–1775
- Schagi Scharotscho, 1775–1795
- Beschi Ginotscho, 1795–1798
- Hotti Gaotscho. 1798–1821
- Gaha Netschotscho, 1821–1845
- Gawi Netschotscho, 1845–1854
- Kaje Scherotscho, 1854–1870
- Galli Scherodsch, 1870–1890
- Gaki Scherotscho („Tschinito“), 1890–1897